# Operativo Conjunto Quintana Roo
El Operativo Conjunto Quintana Roo, denominado también Operativo Cancún, se centra en la ciudad de Cancún, pero también abarca a todo el estado de Quintana Roo, ya que se irá expandiendo conforme se obtengan resultados.
policías de Cancún y del estado de Quintana Roo, que a partir de la tarde de ayer miércoles empezaron a ser desplegados en un área ubicada a 7 kilómetros del aeropuerto y a 3 kilómetros de la zona hotelera, donde revisaron vehículos y personas de forma aleatoria. En esa área, con escasas viviendas, poco iluminada y con un solo camino que se convierte en una carretera, en 2008 se registró una balacera y se han encontrado cuerpos de hombres ejecutados entre la maleza.
De manera sorpresiva una columna militar al mando del jefe del 64° Batallón de Infantería, general Servando González Centella y el secretario de Seguridad Pública del Estado, Salvador Rocha Vargas, el 9 de febrero a las 05:00 de la mañana Tiempo del Centro cercó y tomó el cuartel general de la policía y tránsito para desarmar y detener a más de mil agentes que se disponían al pase de lista y pase de turno a las seis de la mañana. El operativo desconcertó al gobierno municipal. El Secretario general del Ayuntamiento, Lenin Zenteno difundió en entrevista que el Ejército había asumido el control de la Seguridad Pública en el municipio. El comandante de la XXXIV Zona Militar, general de brigada diplomado de Estado Mayor, Anastasio García Rodríguez, también se presentó a la sede policíaca. El gobernador de Quintana Roo, Félix González Canto, aseguró que la infiltración del narcotráfico a la policía municipal de Cancún ha llegado al extremo: “La infiltración en todos los niveles de gobierno siempre nos ha tenido ocupados, pero el caso de Cancún ha llegado al extremo” dijo el mandatario estatal en Chetumal, Quintana Roo.